# Emerson, Lake & Palmer (Album)
Emerson, Lake & Palmer ist das Debütalbum der britischen Progressive-Rock-Band Emerson, Lake & Palmer, welches am 20. November 1970 veröffentlicht wurde. Das Cover des Albums zeigt einen flatternden weißen Vogel und ein menschliches Ohr in der unteren linken Ecke.
Auf dem ersten Album der neugeformten Supergroup werden die Einflüsse, die Emerson, Lake & Palmer mit sich brachten, in der Mischung aus Instrumental- und Gesangsstücken deutlich. Da entgegen der üblichen Rockmusik-Konvention kein Gitarrist vorhanden ist, steht gegenüber der Rhythmusgruppe aus Greg Lake am E-Bass und Carl Palmer am Schlagzeug zumeist Keith Emersons Tastenspiel im Vordergrund. Dabei treffen Hammond-Orgel-Riffs und Klassikadaptionen in der Tradition der Vorgängerband The Nice auf Synthesizer- und Klaviersoli, die in der erweiterten Harmonik des Jazz verwurzelt sind.
Das Album ist keine einheitliche Kompositionsleistung der gesamten Band; der Großteil des Albums besteht aus Adaptionen klassischer Musikstücke und Solostücken der einzelnen Bandmitglieder, die oft durch Instrumentalteile erweitert werden. Lucky Man und Take a Pebble, letzteres mit ausgedehnten Jazz-Improvisationen im Mittelteil, basieren auf akustischen Balladen von Greg Lake, die denen, welche er auf späteren Alben beisteuern sollte, vorausgehen. In Carl Palmers Solostück Tank bringt dieser mit Bandbegleitung seine virtuosen Fähigkeiten am Schlagzeug zu Gehör.

## Titel

### The Barbarian
Auf den ersten Pressungen wurde die Komposition noch Emerson, Lake & Palmer zugeschrieben, obwohl es sich bei The Barbarian tatsächlich um eine Bearbeitung von Béla Bartóks Klavierstück Allegro barbaro aus dem Jahr 1911 handelte. Der Musikwissenschaftler Edward Macan stellt in seinem 2006 erschienenen Buch über ELPs Werk Endless Enigma fest, dass Bartóks Witwe die Band kurz nach der Veröffentlichung des Albums kontaktierte und die Korrektur der Autorenschaft erwirkte.

### Take a Pebble
Take a Pebble ist ein Arrangement der gesamten Band, dessen Hauptteile ein Jazz-Arrangement des Keyboarders Keith Emerson, der Mittelteil ein Folkgitarrenwerk von Lake mit wasserähnlichen Perkussionseffekten, sowie ein wenig Klatschen und Pfeifen von Carl Palmer sind. Das Ende kehrt zu dem Jazz-Arrangement von Emerson zurück, das mit einer modalbasierten Improvisation über dem primären Ostinato beginnt.

### Knife Edge
Knife Edge basiert auf dem ersten Satz von Leoš Janáčeks Sinfonietta op. 60 von 1926, mit einem instrumentalen Mittelteil, der ein ausgedehntes Zitat aus der Allemande von Johann Sebastian Bachs erster Französischer Suite in d-Moll, BWV 812 enthält, das jedoch statt auf einem Clavichord oder Klavier auf einer Orgel gespielt wird.

### The Three Fates
The Three Fates ist eine dreiteilige Pseudo-Suite, geschrieben und aufgeführt überwiegend von Emerson. Sie besteht aus drei Sätzen, einen für jede der drei Schwestern der griechischen Mythologie, die als die Drei Schicksalsgöttinnen oder Moiren bekannt sind: Clotho, Lachesis und Atropos. Die Gesamtlänge beträgt etwas weniger als acht Minuten. Der Satz Clotho wurde in der Royal Festival Hall, London, aufgenommen, wobei Emerson die mächtige Pfeifenorgel des Veranstaltungsortes spielte. Das folgende Lachesis ist ein Klaviersolo von etwa 2 Minuten und 45 Sekunden. Es weist Barock- und Jazzeinflüsse auf und endet in großen, schwungvollen Arpeggien. Atropos beginnt mit einem kurzen Anklang der Pfeifenorgel aus dem ersten Satz, auf das Emerson mit einem Jazz-Vamp auf dem Piano im 7/8-Takt mit Schlagzeugbegleitung von Carl Palmer folgt. Darüber wird eine Improvisation geschichtet, die sich schließlich in eine polymetrisch gespielte, wiederholte Sequenz im 4/4-Takt verwandelt. Die Schlussakkorde werden durch den Klang einer gedämpften Explosion beschlossen.

### Tank
Tank wurde als Carl Palmers Solopart zusammen mit Emerson komponiert. Im ersten Abschnitt spielt Emerson Clavinet und Klavier, Lake am Bass und Palmer Schlagzeug. Der mittlere Abschnitt ist ein Schlagzeugsolo. Den letzten Abschnitt dominiert Emerson am Clavinet und Moog-Synthesizer.

### Lucky Man
Im Alter von 12 Jahren schrieb Greg Lake die Folk-Rock-Ballade Lucky Man für akustische Gitarre. Das Stück wird von Emerson mit einem bemerkenswerten Solo auf dem Moog-Synthesizer mit ausgiebigen Portamento beschlossen. Obwohl bisher keine quadrophonischen Aufnahmen dieses Albums veröffentlicht wurden, wurde Lucky Man auf der DVD-Audio 5.1 Surround-Version von Brain Salad Surgery (Rhino #R9 75980, 2000) mit aufgenommen.

## Rezeption
Das Album wurde von einflussreichen Publikationen wie dem New Musical Express und dem Rolling Stone sehr positiv bewertet, wobei letzterer schwärmte: „Das ist ein so gutes Album, dass man es am besten als Ganzes hört“. Eine bemerkenswerte Ausnahme bildete Robert Christgau, der fast allen progressiven Rock verschmäht und feststellt: „Das Album beginnt mit The Barbarian, einem Keyboard-Showpiece (ganz zu schweigen von all dem Dröhnen und Wummern, das darunter liegt), das voll von den Tempo-, Zeit-, Tonart- und Dynamikwechseln ist, die diese Idioten so lieben. Bedeutet der Titel, dass sie sich als Rock'n'Roll-Hunnen sehen, die die klassische Tradition des neunzehnten Jahrhunderts plündern? Oder halten sie sich für Verdi, der die Äthiopier in Aida porträtiert? Aus solchen Verwirrungen entsteht Musik, die so plump ist wie diese schwerfälligen Halbprovisationen und Möchtegern-Tondichtungen.“ Rückblickende Kritiken sind weiterhin weitgehend positiv, AllMusic vergibt viereinhalb von fünf Sternen, und das Internet-Musikportal The Daily Vault lobt das Album als eine „schwindelerregende Mischung aus Keyboardsoli, unglaublicher Bassarbeit, hervorragendem Gesang und kraftvollem Schlagzeug“. In Paul Stumps History of Progressive Rock von 1997 heißt es über das Album: „Es wird von vielen immer noch als das beste Werk der Band gefeiert, da es den Grundstein für einen Musikstil legte, den die Band trotz all der großspurigen Beteuerungen ihrer progressiven Qualitäten kaum weiterentwickeln würde.“ Rezensenten des deutschsprachigen Progressive-Rock-Musikportals Babyblaue Seiten bewerten das Album mit zehn bis dreizehn von 15 Punkten ebenfalls positiv. Markus Peltner hält es für „… einen absoluten Klassiker … [der] in keiner Rockmusik-Sammlung fehlen [sollte]. Auf diesem Album wurden die Weichen für viele andere Bands gestellt, die sich davon inspirieren ließen …“ Besonders hebt er den Titel Take A Pebble hervor. Ebenso meint Marc Colling, dass es in keiner Prog-Rock-Sammlung fehlen sollte, auch wenn er es nicht für das beste Album von ELP hält, da deren Großtaten noch folgen.

## Titelliste
1. The Barbarian (nach dem Allegro barbaro von Béla Bartók, arr. Emerson, Lake & Palmer) – 4:27
2. Take a Pebble (Lake) – 12:32
3. Knife-Edge (Leoš Janáček & J. S. Bach, arr. Emerson, Lake & Fraser) – 5:04
4. The Three Fates (Emerson) – 7:46
  - Clotho – Royal Festival Hall Organ
  - Lachesis – Piano Solo
  - Atropos – Piano Trio
5. Tank (Emerson & Palmer) – 6:49
6. Lucky Man (Lake) – 4:36

## Coverdesign
Auf dem Albumcover ist beidseitig das Gemälde Bird des britischen Künstlers Nic Dartnell von 1970 abgebildet. Es zeigt einen kahlköpfigen Mann im linken Profil, dessen Hinterkopf in einen taubenähnlichen, auffliegenden Vogel in Art einer Lichterscheinung übergeht.
Zeitweise wurde behauptet, dass das Gemälde ursprünglich für die amerikanische Gruppe Spirit bestimmt war und der glatzköpfige Mann auf dem Bild der Spirit-Schlagzeuger Ed Cassidy sei. In einem Interview mit Mike Goldstein von Portal RockPoP dementierte Dartnell diese Zuschreibung, die er auf fehlerhafte Informationen, unter anderen auch aus Wikipedia, zurückführte. Er räumte ein, dass er ein ähnliches Porträt für Spirit malte, welches in einer Ecke auch einen ähnlichen Vogel zeigte. Das Bild war der Band aber zu spät vor Veröffentlichung ihres Albums Twelve Dreams of Dr. Sardonicus zugegangen, weswegen sie es dafür nicht verwenden konnte.